# Lima lima
Lima lima (nomeada, em inglêsː spiny fileclam, spiny lima ou Caribbean spiny lima) é uma espécie de molusco Bivalvia marinho da família Limidae, classificada por Lineu em 1758; descrita como Ostrea lima na obra Systema Naturae, sendo a espécie-tipo do gênero Lima. Habita fundos de costas de substratos rochosos, sob pedras, onde se encontram entre corais e esponjas, ancoradas por seus bissos, nos oceanos Atlântico e Índico, desde águas rasas até os 140 metros de profundidade. Quando retirada de seu lugar de fixação, é capaz de nadar batendo suas valvas.

## Descrição da concha
Lima lima possui concha alongada, com quase 4 centímetros de comprimento e moderadamente espessa, quando bem desenvolvida. Suas valvas possuem pequenas expansões laterais, na região de seus umbos. Em sua superfície se destacam de 25 a 32 costelas espinescentes bem visíveis, com sua borda arredondada e coloração branca, coberta por um perióstraco castanho-enegrecido. Interior das valvas branco.

## Distribuição geográfica
No oceano Atlântico, esta espécie está distribuída, a oeste, na Carolina do Norte, Flórida e Texas, Estados Unidos, Bermudas, passando pelo mar do Caribe, Antilhas, leste da Colômbia e Venezuela, e indo até Rio de Janeiro, na região sudeste do Brasil; a leste do Atlântico sendo encontrada em Marrocos e no mar Mediterrâneo. No oceano Índico ela está presente no mar Vermelho, costa do Quênia, Tanzânia, Moçambique e Madagáscar.